# Chagatai-khanatet
Chagatai-khanatet (Mongolsk: Цагаадайн Хаант Улс Tsagadaina Khaanat Ulus) var et mongolsk og senere tyrkisk khanat, der omfattede de lande, der blev styret af Chagatai Khan, anden søn af Djenghis Khan og hans efterkommere og efterfølgere. Det var oprindeligt en del af det mongolske imperium, men det blev en funktionelt adskilt khanat med fragmenteringen af det mongolske imperium efter 1259. Chagatai-khanatet anerkendte Yuan-dynastiets nominelle overherredømme i 1304, men blev opdelt i to dele i midten af det 14. århundrede: den vestlige Chagatai-khanat og Moghulistan-khanat.
På sin højde i slutningen af det 13. århundrede strakte khanatet sig fra Amu Darya syd for Aralsøen til Altai-bjergene på grænsen mellem nutidens Mongoliet og Kina. Chagatai var beliggende i dele af det nuværende Afghanistan, Pakistan, Tadsjikistan og Kirgisistan.
Khanatet varede i en eller anden form fra 1220-erne til slutningen af det 17. århundrede, selvom den vestlige halvdel af khanatet gik tabt til Timur Lenks imperium i 1370. Den østlige halvdel forblev under Chagatai-khaner, der til tider var allierede eller i krig med Timurs efterfølgere, Timurid-dynastiet. Endelig faldt de resterende Chagatai-domæner i det 17. århundrede under det teokratiske regime under Afaq Khoja og hans efterkommere, khojaer, som udøvede overhøjhed i Xinjiang under Dzungar og manchuere efter hinanden.

## Oprettelse
Djenghis Khans imperium blev arvet af hans tredje søn, Ögedei Khan, den udpegede khagan, som personligt kontrollerede landene øst for Balkhash-søen så langt som til Mongoliet. Tolui, den yngste, blev tildelt det nordlige mongolske hjemland. Chagatai Khan, den anden søn, modtog Transoxanien, mellem floderne Amu Darya og Syr Darya (i det moderne Usbekistan) og området omkring Kashgar. Han etablerede sin hovedstad ved Almaliq nær hvad der nu er Yining by i det nordvestlige Kina. [11] Bortset fra problemer med afstamning og arv blev det mongolske imperium truet af den store kulturelle og etniske splittelse mellem mongolerne selv og deres mest islamiske iranske og turkiske emner.
Da Ögedei døde, før han nåede at opfylde sin drøm om at erobre hele Kina, var der en uafbrudt overgang til hans søn Güyük Khan (1241) overvåget af Ögedeis kone Töregene Khatun, der havde overtaget regeringen i de fem år efter Ögedeis død. Overgangen skulle ratificeres i en kurultai (fyrsteforsamling), der blev behørigt fejret, men uden tilstedeværelsen af Batu Khan, den uafhængige minded khan i Den Gyldne Horde. Efter Güyüks død sendte Batu Berke, som manøvrerede med Toluis enke, og i næste kurultai (1253) blev Ögedite-linjen overdraget til Möngke Khan, Toluis søn, der blev sagt at være gunstig sindet over for Nestorianere. Ögeditus ulus blev splittet; kun de Ögeditter, der ikke straks gik i opposition, fik mindre len.
I bogen Ibn Battutas rejse ser vi, at Ibn Battuta var kommet til Tarmashirin-lejren, hvilket var den daværende mongolske sultan og efterkommer af Djengis Khan. Da han ankom, havde kongen kaldt Ibn Battuta til sit telt, og de havde begge behandlet hinanden respektfuldt og venligt. Kongen havde spurgt om hans rejser gennem større byer som Mekka og Jerusalem, og Ibn Battuta havde svaret tilbage. Under bønnens tid havde sultanen opfordret præsten til at vente på ham, før han begyndte bøn, men præsten ventede ikke, eftersom bønnerne var for Gud, ikke for sultanen og sultanen var ankommet sent. Sultanen begyndte at interagere med sit folk, og Ibn Battuta så at han var elsket og respekteret af sit folk. Sultanen havde givet Ibn nogle penge og sendt ham afsted på en rejse igen. Men sultanen havde brudt nogle af reglerne for at forblive som sultan og blev senere omstyrtet og dræbt af en af hans slægtninge.

## Chagatai-khanatet efter Chagatai
Chagatai døde i 1242, kort efter sin broder Ögedei. I næsten tyve år efter dette var Chagatai.khanatet lidt mere end afhængight af den mongolske regering, som indsatte og udnævnte khaner som det passede dem. Byerne i Transoxanien blev administreret af embedsmænd, der ansvarede direkte til storkhanen, skønt de lå inden for grænserne af khanatet.
Denne tilstand af underlegenhed for staten blev afsluttet under regeringsperioden for Chagatais barnebarn Alghu (1260-1266), der udnyttede Toluid-borgerkrigen mellem Kublai Khan og Ariq Böke ved at gøre oprør mod sidstnævnte, beslaglægge nye territorier og opnå troskab fra storkhanens myndigheder i Transoxiana. [17] De fleste af chagatayiderne støttede først Kublai Khan, men i 1269 slog de sig til Ögedei.
Alghus efterfølger, Ghiyas-ud-din Baraq (1266-1271), som fordrev Kublai Khans guvernør i Xinjiang, kom snart i konflikt med Kaidu af Ögediterne, som fik støtte fra den Gyldne Horde og angreb chagatayiderne. Baraq var snart begrænset til Transoxiana og tvunget til at blive en vasal af Kaidu. Samtidig var han i strid med Abaqa Khan, Ilkhanen, som styrede ilkhanatet i Iran. Baraq angreb først, men blev besejret af den ilkhanerede hær og tvunget til at vende tilbage til Transoxiana, hvor han døde ikke længe efter.
De næste mange Chagatayid-khaner blev udpeget af Kaidu, der beholdt kontrollen over khanatet indtil sin død. Han fandt endelig en passende khan i Baraqs søn Duwa (1282-1307), der deltog i Kaidus krige med Kublai khan og hans efterfølgere i Yuan-dynastiet. De to herskere var også aktive imod Ilkhanatet. [24] Efter Kaidus død i 1301 gav Duwa sin troskab til hans efterfølger. Han indgik også fred med Yuan-dynastiet og betalte tribut til Yuan-hoffet; på tidspunktet for hans død var chagatai-khanatet en næsten uafhængig stat.

## Nedgang og fald
Duwa efterlod sig mange sønner, hvoraf mange blev khaner selv. Blandt disse er Kebek (1309, 1318-1326), som indledte en standardisering af møntfoden og valgte en fast hovedstad (ved Qarshi) og Tarmashirin (1326-1334), der konverterede til islam og foretog razziaer mod Delhi-sultanatet i Indien. Tarmashirin blev imidlertid væltet af et oprør af stammerne i de østlige provinser, og khanatet blev i stigende grad ustabilt i de følgende år. I 1346 dræbte en stammeleder, Amir Qazaghan, Chagatai Khan Qazan Khan ibn Yasaur under et oprør.
Chagatai-khanatet blev opdelt i to dele i 1340-erne. I Transoxiana i vest overtog de overvejende muslimske stammer, ledet af Qara'una-amirerne, kontrollen. For at opretholde en formel forbindelse til Djenghis Khans hus, satte amirerne flere efterkommere af Chagatai på tronen, selv om disse khaner udelukkende havde navn og ikke havde nogen reel magt. Den østlige del af khanatet, der i mange år var stort set autonomt som følge af khanens svækkelse, blev i mellemtiden uafhængig under Chagatayiden Tughlugh Timur. Denne østlige del (mest kendt som "Moghulistan") var i modsætning til Transoxiana primært beboet af mongolere og fulgte stort set buddhisme og mongolsk shamanisme.
De to halvdele af Chagatai-khanatet blev kortvarigt genforenet i 1360-erne af Tughlugh Timur, der invaderede Transoxiana to gange og forsøgte at etablere sin myndighed der. Efter hans død i 1363 regerede hans efterfølgere kun over øst, mens kontrollen over Transoxiana blev anfægtet af to stamme-ledere, Amir Husayn (sønnesøn af Qazaghan) og Timur af Tamerlane. Timur besejrede til sidst Amir Husayn og fik heredømmet over Transoxiana (1369-1405). Timur opretholdt ligesom sine forgængere en marionet-khan på tronen for at legitimere sit styre, men hans khaner var medlemmer af Ögedeis hus snarere end efterkommere af Chagatai. Efter, at han døde i 1405, er hans efterfølgere, Timuriderne, også rapporteret at have haft deres egne skyggekhaner indtil midten af det 15. århundrede.
Den østlige halvdel af khanatet forblev i hænderne på Tughlugh Timurs efterkommere i flere århundreder, selv om det selv splittede sig i flere efterfølgerstater i 1500-erne. Det sidste uafhængige Chagatai-khanat, Yarkand-khanatet, blev erobret af Dzungar-khanatet i Dzungar-erobringen af Altishahr fra 1678-1680.